# Jess Maura
Jess Maura (* 27. Januar 1997 in Gummersbach) ist eine deutsche Schauspielerin.

## Leben
Jess Maura wurde in Gummersbach geboren. Sie absolvierte eine Ausbildung zur Gymnastiklehrerin und erweiterte ihre Qualifikationen durch eine Weiterbildung zur Motopädin. Neben ihrer Tätigkeit als selbstständiges Model nahm sie privaten Schauspielunterricht, um ihre schauspielerischen Fähigkeiten zu vertiefen.

## Film
Ab 2022 verkörperte Jess Maura als Hauptrolle in der RTL-Serie Unter uns Paula Wolters. Dort war sie das erste Mal zu sehen am 26. September 2022 und hatte ihren ersten Drehtag am 27. Juli 2022. Paula ist die jüngere Schwester von Theo Wolters und arbeitet als Mechatronikerin mit Spezialisierung auf Elektroautos. Ihre Figur zeichnet sich durch einen unerschütterlichen Optimismus und ein sonniges Gemüt aus, das ansteckend wirkt.
Vor ihrem Engagement in Unter uns übernahm Jess Maura die Rolle der Carla in der Webserie Das Internat. In dieser Rolle verkörperte Jess Maura eine Pferdestallbesitzerin, die eine romantische Beziehung zu der von Lea Mirzanli verkörperten Schülerin Ella Brentano entwickelt.